# Lackenkarkopf
Le Lackenkarkopf est une montagne culminant à 2 416 mètres d'altitude dans le massif des Karwendel, en Autriche.

## Géographie
Le Lackenkarkopf se situe dans le chaînon de la Nördliche Karwendelkette.

## Ascension
La première ascension est réalisée par Hermann von Barth en 1870.
Le sommet est accessible depuis le Karwendelhaus (1 771 mètres d’altitude) en 2 heures. L'ascension se fait du Karwendelhaus par le Hochalmsattel et le Lackenkar, ainsi que la crête occidentale. Le temps total de marche depuis la vallée est de 7 heures à partir de Scharnitz et 6 heures à partir de Hinterriß par le Kleiner Ahornboden.